# Marcus Eugenius Bonacina
Marcus Eugenius Bonacina (1570 Milán – 20. března 1621 Moravská Třebová) byl italský alchymista, lékař a astrolog.

## Život
Marcus Eugenius Bonacina se narodil do rodiny milánského právníka Jana Antonia Bonaciny. Vystudoval práva a medicínu na univerzitě v Padově, kde dosáhl doktorského titulu. V roce 1616 pobýval na dvoře Oldřicha z Kounic. Při pobytu ve Slavkově u Brna vytvořil traktát na výrobu pitného zlata Compendium de preaparatione auri potabilis veri, který věnoval Ladislavu Velenovi ze Žerotína, kterého poznal přes Ladislavova osobního lékaře Francisca Rentzia. 
V letech 1618–1621 už působil Bonacina na Žerotínově dvoře v Moravské Třebové jako jeho osobní lékař a dvořan. Věnoval se alchymii a astrologii, dle pověstí i dolováním zlata. Od Ladislava dostal za své služby dům na předměstí a Psí mlýn, které nepodléhaly daním a poplatkům. Stejně jako Ladislav Velen ze Žerotína se i Bonacina zapojil do stavovského povstání na Moravě v roce 1619. Před náhlou smrtí roku 1621 stihl ještě odkázat majetek svému synovi.
Kromě zmíněného traktátu se po Bonacinovi dochovala také část jeho korespondence s recepty pro Ladislava Velena ze Žerotína, a korespondence s vídeňským knihovníkem a orientalistou Sebastianem Tengnagelem.

## Bonacina v kultuře
Postava Bonaciny se objevila v románu Žerotínský lev (1932) od Augustina Prachaře. Dále se objevuje i v pověsti Zlatý důl (Nebo také Zlatník) v knize Pověsti Moravskotřebovska. Jeho laboratoř pak má připomínat expozice na zámku v Moravské Třebové.